# Taiji-Programm
Das Taiji-Programm (chinesisch 太極計劃 / 太极计划, Pinyin Tàijí Jìhuà) ist ein Projekt der Chinesischen Akademie der Wissenschaften zur Erforschung von Gravitationswellen mittels dreier auf Höhe der Erdbahn in einer Dreiecksformation mit einer Kantenlänge von 3 Millionen Kilometern um die Sonne kreisender Raumflugkörper, die ein Michelson-Interferometer bilden. Der Technologieerprobungssatellit Taiji-1 wurde am 30. August 2019 gestartet. Im September 2020 begann die Akademie der Wissenschaften mit der Arbeit an den Doppelsatelliten Taiji-2A und Taiji-2B, und der Start des eigentlichen Observatoriums ist für 2032 geplant.
Die Chefwissenschaftler des Projekts sind Hu Wenrui (胡文瑞, * 1936), Spezialist für Strömungsmechanik und Wu Yueliang (吴岳良, * 1962), Experte für theoretische Physik.

## Geschichte
Gemäß der Relativitätstheorie kann sich nichts schneller als mit Lichtgeschwindigkeit bewegen. Lokale Änderungen im Gravitationsfeld können sich daher nur nach endlicher Zeit auf entfernte Orte auswirken. Daraus folgerte Albert Einstein 1916 die Existenz von Gravitationswellen. Beim Durchlaufen eines Raumbereichs stauchen und strecken sie vorübergehend Abstände innerhalb dieses Raumbereichs. Das kann als Stauchung und Streckung des Raumes selbst betrachtet werden. Der erste Vorschlag, diese von der Wirkung her Erdbebenwellen vergleichbaren Effekte mittels eines im Weltraum stationierten Laser-Interferometers nachzuweisen, kam in den 1980er Jahren vom Joint Institute for Laboratory Astrophysics (JILA) der University of Colorado in Boulder. Das damals „Laser Antenna for Gravitational-radiation Observation in Space“ (LAGOS) genannte Projekt sah drei Satelliten in einer Sonnenumlaufbahn vor.

Funktionsprinzip eines Laser-Interferometers

1993 wurde die Laser Interferometer Space Antenna (LISA) als Projekt der Europäischen Weltraumorganisation ESA vorgeschlagen. Bei diesem Konzept wären ursprünglich sechs, später drei Satelliten um die Sonne gekreist, deren Orbits wie bei den heutigen NetSat-Satelliten so gegeneinander versetzt gewesen wären, dass es für einen Beobachter so ausgesehen hätte, als ob sie umeinander rotierten. Die mit einem Michelson-Interferometer gemessene, von einer vorbeilaufenden Gravitationswelle hervorgerufene Abstandsänderung zwischen den Probemassen in antriebslosen Satelliten ist extrem klein. Gravitationswellen eines typischen Doppelsternsystems aus zwei Weißen Zwergen in einer Distanz von 50 Parsec erzeugen, wenn die Satelliten 1 Million Kilometer Abstand voneinander haben, eine periodische Änderung dieses Abstands von nur 10−10 m. Daher sah das ursprüngliche LISA-Konzept einen Abstand der Satelliten von 5 Millionen Kilometern vor.
Davon inspiriert, machten in den 2000er Jahren auch chinesische Wissenschaftler, Vorschläge für weltraumbasierte Gravitationswellen-Observatorien.
2008 begann die Chinesische Akademie der Wissenschaften, Machbarkeitsstudien für die verschiedenen Konzepte durchzuführen.
Im Laufe der folgenden Jahre kristallisierten sich zwei Projekte als aussichtsreich heraus:

- Das 2012 vorgeschlagene Taiji-Projekt des Instituts für Theoretische Physik der Chinesischen Akademie der Wissenschaften unter der Leitung von Wu Yueliang,[9] 2007–2012 Direktor des Instituts.[10][11] Der Name des Projekts leitet sich vom daoistischen Taiji-Symbol ab, das als abstrahierte Darstellung des Verschmelzens eines Schwarzen Lochs mit einem Neutronenstern gesehen werden kann, eines der Ereignisse, die Gravitationswellen auslösen. Wie bei LISA und seiner verkleinerten Version eLISA sieht das Konzept drei Satelliten vor, die in einer rotierenden Dreiecksformation auf Höhe der Erdbahn, der Erde folgend, um die Sonne kreisen. Mit Lasern zwischen je zwei Satelliten werden zwei unabhängige Interferometer gebildet, nach dem Prinzip interferometrischer Detektoren wie LIGO oder Virgo. Da Gravitationswellen sogenannte Transversalwellen sind, wie die Wellen auf einem Teich, in den ein Stein geworfen wurde, strecken und stauchen sie den Raum in unterschiedlichen Richtungen in unterschiedlicher Weise. Der Abstand zwischen den Probemassen in den Satelliten ändert sich in unterschiedlichem Maße und kann über die Phasenverschiebung der Laserstrahlen gemessen werden. Der Abstand der Taiji-Satelliten voneinander soll 3 Millionen Kilometer betragen. Während erdgebundene Detektoren wie LIGO oder Virgo mit einer Schenkellänge von einigen Kilometern ihre höchste Empfindlichkeit im Bereich von 1–1000 Hz haben,[12] was sie ideal für die Beobachtung kleiner Schwarzer Löcher und kompakter Sterne macht,[9] war das Taiji-Observatorium für niedrigere Frequenzen im Bereich von 0,001–0,1 Hz gedacht, um Himmelskörper von großer Masse oder solche, die weiter entfernt sind, zu beobachten.[13] Durch die lange Armlänge brauchte die Messgenauigkeit des Interferometers nur in der Größenordnung von 1 pm zu liegen (zum Vergleich: die Messgenauigkeit von LIGO beträgt 10−6 pm).[9] Die Kosten des Projekts wurden 2016 auf 14 Milliarden Yuan geschätzt.[14]

- Im Jahr 2014 schlug Luo Jun (罗俊, * 1956), Gravitationsphysiker und Rektor der Sun-Yat-sen-Universität,[15] ein einfacheres Konzept vor, das Tianqin-Projekt (天琴计划).[2][16] Der Name, der übersetzt „Himmelszither“ bedeutet, bezieht sich darauf, dass Ereignisse wie das Verschmelzen schwerer Himmelskörper an der Struktur des Raumes zupfen wie ein Musiker an den Saiten einer Qin-Zither, und die Gravitationswellen breiten sich dann aus wie Schallwellen. Bei diesem Konzept kreisen drei Satelliten in einer Dreiecksformation mit einer Kantenlänge von 150.000 km um die Erde, etwas weniger als der halbe Abstand Erde–Mond. Anders als das Taiji-Observatorium, das Gravitationswellen von allen Arten von Himmelskörpern registrieren kann, ist die Himmelszither speziell für die Beobachtung des 490 Parsec entfernten Doppelsternsystem HM Cancri ausgelegt, das aus zwei Weißen Zwergen mit je einer halben Sonnenmasse besteht, die einander in einem Abstand von 80.000 km umkreisen. Die Kosten für dieses Projekt wurden 2016 auf 2 Milliarden Yuan geschätzt.[14]

Am 14. September 2015 konnten Forscher der amerikanischen LIGO-Gruppe erstmals Gravitationswellen direkt messen, die bei der Verschmelzung zweier Schwarzer Löcher entstanden waren.
Die Veröffentlichung der Entdeckung am 11. Februar 2016 verlieh der Gravitationswellenforschung in China neuen Auftrieb. Kaum eine Woche später, am 17. Februar 2016, veröffentlichte die regierungsnahe Tageszeitung China Daily ein Interview mit Hu Wenrui vom Institut für Mechanik der Chinesischen Akademie der Wissenschaften,
der am Taiji-Projekt in leitender Funktion beteiligt war. Zum damaligen Zeitpunkt hatte man beim Taiji-Projekt zwei Varianten ausgearbeitet. Die erste sah vor, die drei Satelliten wie geplant in China zu bauen und bis 2033 zu starten. Die zweite Variante, zu der unter der Leitung von Hu Wenrui bereits Vorgespräche mit der ESA stattgefunden hatten, sah vor, dass China keine eigenen Satelliten baute, sondern sich mit 20 % (damals 1,5 Milliarden Yuan) an den Kosten des europäischen eLISA-Observatoriums beteiligte, das 2035 in Betrieb gehen sollte.
Die Planungsarbeiten für das Taiji-Projekt wurden seit Februar 2016 aus dem Weltraumwissenschaftlichen Prioritätsprogramm der Chinesischen Akademie der Wissenschaften finanziert, das Tianqin-Projekt erhielt 300 Millionen Yuan von der Stadt Zhuhai, wo die Fakultät für Physik und Astronomie (物理与天文学院) der Sun-Yat-sen-Universität angesiedelt ist.
Am 20. Dezember 2019 startete die Sun-Yat-sen-Universität vom Kosmodrom Taiyuan einen ersten Technologieerprobungssatelliten, Tianqin-1, und brachte ihn in eine sonnensynchrone Umlaufbahn von etwa 650 km Höhe.
Nachdem die NASA, die nach einer ursprünglichen Beteiligung an LISA im Jahr 2011 ausgestiegen war, wieder Interesse an dem Projekt bekundet hatte, entschied sich die ESA im Januar 2017 für eine Zusammenarbeit mit dem transatlantischen Partner anstatt China.
Daraufhin beschloss die Chinesische Akademie der Wissenschaften, das Taiji-Projekt wie ursprünglich geplant alleine durchzuführen. Das Projekt wurde nun, zusätzlich zum  Weltraumwissenschaftlichen Prioritätsprogramm der Akademie, von der Nationalen Stiftung für Naturwissenschaften kofinanziert.

## Programmstruktur

Bahnen der drei Satelliten

Das Taiji-Projekt in seiner heutigen Form entspricht weitgehend dem ursprünglichen Konzept, wenngleich sich die Kosten Stand 2018 inflationsbedingt auf 15 Milliarden Yuan erhöht hatten; der geplante Start des endgültigen Observatoriums wurde auf 2032 vorgezogen:
- Drei Satelliten im Abstand von 3 Millionen Kilometer, der Erde auf ihrer Bahn um die Sonne in einem Abstand von 18° – 20° folgend, ein rotierendes gleichschenkliges Dreieck bildend, dessen Ebene um 60° zur Erdbahn geneigt ist, mit der von der Sonne aus gesehen jenseits der Erdbahn liegenden Seite näher zur Erde.
- Laser mit einer Wellenlänge von 1064 nm (nahes Infrarot) und einer Leistung von 3 W.
- Teleskope mit einer Apertur von 40 cm und einem Sichtfeld von 400 μrad.[9]
- Messbereich von 0,1 mHz bis 1 Hz, mit höchster Empfindlichkeit zwischen 0,01 Hz und 1 Hz, besonders geeignet zur Registrierung von Gravitationswellen, die durch das Verschmelzen zweier Schwarzer Löcher mittlerer Masse erzeugt werden.[22][4]
- Messgenauigkeit des Interferometers {\displaystyle 8\ \mathrm {pm/{\sqrt {Hz}}} }
- Genauigkeit des Beschleunigungssensors {\displaystyle 3\times 10^{-15}{\frac {m}{s^{2}}}/{\sqrt {Hz}}}

Um dieses Ziel zu erreichen, will man in drei Schritten vorgehen:
|                       | Taiji-1                                                        | Taiji-2                                                         | Taiji-3                                                         |
| --------------------- | -------------------------------------------------------------- | --------------------------------------------------------------- | --------------------------------------------------------------- |
| Funktion              | Erprobung von Schlüsseltechnologien                            | Erprobung des Interferometers                                   | Observatorium                                                   |
| Interferometer        | {\displaystyle 100\ \mathrm {pm/{\sqrt {Hz}}} }                | {\displaystyle 10\ \mathrm {pm/{\sqrt {Hz}}} }                  | {\displaystyle 8\ \mathrm {pm/{\sqrt {Hz}}} }                   |
| Beschleunigungssensor | {\displaystyle 3\times 10^{-9}{\frac {m}{s^{2}}}/{\sqrt {Hz}}} | {\displaystyle 3\times 10^{-14}{\frac {m}{s^{2}}}/{\sqrt {Hz}}} | {\displaystyle 3\times 10^{-15}{\frac {m}{s^{2}}}/{\sqrt {Hz}}} |
| Start                 | 2019                                                           | 2025                                                            | 2032                                                            |

### Taiji-1
Am 30. August 2018 wurde die Genehmigung für den Bau des Testsatelliten Taiji-1 zur Erprobung von Schlüsseltechnologien für das Projekt erteilt, finanziert aus der am 4. Juli 2018 gestarteten zweiten Runde des Weltraumwissenschaftlichen Prioritätsprogramms. Genau ein Jahr später, am 30. August 2019, wurde der Satellit in eine sonnensynchrone Erdumlaufbahn von etwa 600 km Höhe gebracht.
Dort wurden im Laufe des folgenden Monats Versuche zum präzisen Manövrieren mit den elektrischen Mikrotriebwerken mit einer Schubkraft von 10 μN durchgeführt, die mit einer Präzision von 0,1 μN geregelt werden konnten.
Es wurde gezeigt, dass der Satellit dank des Beschleunigungssensors trotz ständig auf ihn einwirkender Kräfte durch Sonnenwind etc. in Bezug auf die in seinem Inneren frei schwebenden Prüfmassen (zwei jeweils 1,93 kg schwere Würfel aus einer Gold-Platin-Legierung) derart stabil gehalten werden konnte, dass die Wirkung der Störkräfte bei weniger als 10−7 m/s−2 lag. Das Laserinterferometer an Bord konnte Bewegungen der Probemassen im Bereich von 100 pm messen, was genau den Vorgaben entsprach. Der Versuch wurde als voller Erfolg gewertet.

### Taiji-2
Während Taiji-1 noch eine einfache Quaderform besaß, sollen die beiden Nachfolgesatelliten Taiji-2A und Taiji-2B bereits die Scheibenform der endgültigen Satelliten haben. Stand 2022 hatte man sich noch nicht auf den Abstand geeinigt, den die beiden Satelliten im All einnehmen sollen. Jeder der Satelliten besitzt nur ein Laserinterferometer; um die Gewichtsverteilung in den Prototypen möglichst realistisch zu simulieren, wird der in der endgültigen Version vorhandene zweite Laser durch eine Ausgleichsmasse ersetzt. Einer der beiden Satelliten wird zwei Sätze von Beschleunigungssensoren besitzen, wie in der endgültigen Version, sodass die Rotation um zwei Achsen getestet werden kann. Im zweiten Satelliten wird eventuell aus Kostenersparnisgründen nur ein Beschleunigungssensor eingebaut.
Bei dieser Mission sollen fast alle Technologien des endgültigen Observatoriums getestet werden: das Laser-Messsystem, die Teleskope, mit denen die Laser-Verbindung zwischen den Satelliten aufrechterhalten wird, der Beschleunigungssensor, die elektrischen Mikrotriebwerke und der extrem stabile Satellitenbus.
Durch eine Erhöhung der Laserleistung von 2 W auf 3 W war es möglich, den Durchmesser der Teleskoplinsen von ursprünglich 50 cm auf 40 cm zu reduzieren, was deren Herstellung weniger schwierig machte. Im September 2020 begann die Akademie der Wissenschaften mit der Arbeit an den beiden Satelliten, bis zum Juni 2022 hatte man Prototypen der Einzelsysteme gebaut und erfolgreich getestet.
Der Start der Satelliten war zum damaligen Zeitpunkt für spätestens 2025 vorgesehen.

### Taiji-3
Die drei Satelliten der Taiji-3-Mission haben eine erwartete Lebensdauer von fünf Jahren. Die 2024 von der ESA beschlossene LISA-Mission soll 2035 starten,
was bei einem geplanten Taiji-Start 2032  gemeinsame Beobachtungen mit rascher und präziser Lokalisierung der die Gravitationswellen auslösenden Ereignisse ermöglichen würde. Der Winkel von 18° bis 20°, unter dem die Taiji-Satelliten der Erde folgen, hat nichts mit dem Lagrange-Punkt L5 zu tun – dieser folgt der Erde in einem Winkel von 60° – sondern stellt einen Kompromiss zwischen den Startkosten und einem möglichst großen Abstand vom Erde-Mond-System dar, das durch die Anziehungskraft von Planet und Trabant die Messungen stören würde. Man geht davon aus, dass man die Abstände der drei Satelliten zueinander, d. h. die Länge der Interferometer-Arme, so stabil halten kann, dass selbst kleine Gravitationswellen registriert werden können, die das Raum-Zeit-Kontinuum nur um den Faktor 10−20 verformen. Zum Vergleich: LIGO kann Verformungen bis hinunter zu 5 × 10−22 erkennen.